# 粘膜固有層
粘膜固有層（ねんまくこゆうそう、Lamina propria）は、体内の様々な器官（例えば気道、消化器官、尿管）に広く分布する粘膜として知られている湿潤な上皮の構成要素である。
粘膜固有層は、粘膜上皮の下に横たわる疎性結合組織の薄い層である。粘膜固有層のラテン語は「粘膜の特殊な層」のように粘膜の特徴的な構成物を意味している。このように、粘膜は、通常は粘膜上皮と粘膜固有層を加えたものを意味している。
粘膜固有層は、小腸においてはリンパ系組織と同様に毛細血管と中心乳糜腔（リンパ管）を含んでいる。粘膜固有層は、粘液や粘液含有物を分泌する粘膜上皮に開口する管を持つ腺を有している。